# 빔펠 R-33
빔펠 R-33(로마자: Vympel R-33, NATO reporting name AA-9 'Amos')은 소련에서 개발된 가장 최신의 장거리 공대공 미사일이다. 아모스는 CIS 국가들과 러시아군에서 계속 운용중이다.

## 개발
R-33은 1972년부터 미그에 의해 개발이 시작되었다. MiG-31에 탑재된다. 이 미사일의 목표물은 미국의 SR-71정찰기, B-1, B-52폭격기였다. 1981년에 실전배치되었다. 미 해군의 AIM-54 피닉스와 성능이 비슷하다.
R-33은 세미 액티브 레이다 호밍방식 채택하여 초기의 목표물 획득과 중간코스 수정에 사용한다. 내부 항법장치를 통해 장거리의 목표물에 접근한다. 마지막으로 액티브 레이다를 사용해서 종말유도를 한다.
1980년대 중반에 R-33은 보다 첨단버전으로 개량되기 시작했다. 개량버전은 처음에는 R-33E로 불렸으나, 후에 R-37로 개명되었다. R-37은 1996년에 실전배치되었다.
R-37은 훨씬 오래 지속되는 모터를 탑재해서 사거리를 늘렸으며, 보다 정교한 시커와 탄두 중량이 약간 늘어났다.

## 제원 (R-33 / R-37)
- 길이: (R-33) 4.15 m (13 ft 7 in); (R-37) 4.2 m (13 ft 9 in)
- 날개폭: (R-33) 1.16 m (3 ft 8 in); (R-37) 0.7 m (2 ft 4 in)
- 직경: 380 mm (16 in)
- 발사 무게: (R-33) 490 kg (1,080 lb); (R-37) 600 kg (1,320 lb)
- 속도: 마하 4.5
- 거리: (R-33) 160 km (100 mi); (R-37) 400km (175 mi)
- 유도방식: 내부 항법장치와 액티브 레이다 종말유도
- 탄두중량: (R-33) 47.5 kg (104 lb); (R-37) 50 kg (110 lb)

## 같이 보기
- 공대공 미사일